# Maschinenbauinformatik
Die Maschinenbauinformatik ist eine Fachrichtung des Maschinenbaus. Primär wird die Nutzung der EDV für die Produktentwicklung bzw. Produktentstehung erforscht, die Anwendung der EDV durch und in Maschinen wird als Automatisierungstechnik bezeichnet. Die Hauptthemen der Maschinenbauinformatik sind:
- Virtuelle Produktentwicklung (CAD, CAE, DMU, VR)
- Informationsmanagement (PDM, PLM)
- Web-basierte Kooperation (e-engineering)

## Virtuelle Produktentwicklung
Darunter versteht man im weitesten Sinne die technische Entwicklung eines Produktes innerhalb der virtuellen Welt des Computers. Produkte werden heute geometrisch in CAD-Systemen beschrieben und mit relevanten technischen Eigenschaften (Werkstoffeigenschaften: Dichte, Oberflächengüte, Dehn- und Streckgrenzen; Mechanische und Kinematische Beziehungen; Fertigungsinformationen) belegt. Neue Produkte können so bereits geprüft und getestet werden, bevor "echte" Produkte erzeugt werden.

## Informationsmanagement
Unter Informationsmanagement wird die Ablage, gezielte Verteilung und Suche von technischen Informationen verstanden, dazu gehören heute insbesondere CAD-Modelle, aber auch jegliche andere Dokumente.

## Web-basierte Kooperation
Die Globalisierung führte zuerst zu einer örtlichen Trennung von Konstruktions- und Fertigungsstandorten. Heute gibt es diese Trennung ebenso innerhalb eines Entwicklungsteams. Die Herausforderung ist, den Produktentstehungsprozess effizient und über Landesgrenzen, Sprachbarrieren und Zeitzonen hinweg zu gestalten.

## Hochschulen in Deutschland
Hochschulen in Deutschland, die die Studiengänge Maschinenbauinformatik oder Ingenieur-Informatik anbieten, sind:
- Hochschule für Technik und Wirtschaft Berlin
- Hochschule Bochum
- Ruhr-Universität Bochum
- Fachhochschule Dortmund
- Fachhochschule Frankfurt am Main
- Wilhelm Büchner Hochschule
- Hochschule Hannover
- TU Ilmenau
- Fachhochschule Köln
- Rheinische Fachhochschule Köln
- Hochschule für Angewandte Wissenschaften Hamburg
- HTWK Leipzig
- Fachhochschule Münster
- Fachhochschule Osnabrück
- Fachhochschule Wilhelmshaven
- Fachhochschule Würzburg-Schweinfurt
- Hochschule Ruhr West
- Technische Hochschule Mittelhessen
- Technische Hochschule Wildau